# Spiritism
Spiritism  är övertygelsen att människan kan få kontakt med avlidnas andar. Denna tankevärld är numera mest utbredd i Karibien. På Kuba och Jamaica är över 10 procent av befolkningen aktiva i lokala varianter av denna tro enligt World Christian Database (2005). Därefter följer närliggande länder som Brasilien, Surinam, Haiti, Dominikanska republiken, Bahamas, Nicaragua, Trinidad & Tobago och Guyana. Bland välfärdsländerna toppar Island med 1 370 troende, eller 0,5 procent av befolkningen. Modern asatro räknas inte hit, utan den handlar mest om en respekt för att älvor, andar och andra väsen kan bo i en sten eller en kulle, eller under marken. Sverige har främst bidragit genom Emanuel Swedenborg (1688–1772) och hans teorier.
Det råder viss förvirring mellan orden spiritualism och spiritism som är två ord som står för två olika rörelser. Spiritualister i flera länder vill dessutom definiera sig som religion och i Storbritannien liksom i USA finns hundratals spiritualistiska kyrkor. 

## Historia
I mycket äldre kulturer har denna kontakt ofta kanaliserats av en schaman eller medicinman som hade en central plats i samhälls- eller bygemenskapen. Meddelanden från andarna uttolkades ofta ur någon slags ritual som antingen kunde vara bunden till en schamans extatiska eller meditativa tillstånd eller olika former av divination.

### 1700-tal
Seanser blir på modet under slutet av 1700-talet då den animala magnetismen lockar överklassen att samlas runt magnetisörernas undergörande kar. Ganska tidigt övergår magnetisörernas verksamhet från att vara hälsovårdande till att vara en kanal till andra sidan. I Stockholm markeras denna skiftning av fokus när den Harmoniska Societen i slutet av 1780-talet konkurreras ut av Exegetiska och Philantropiska Sällskapet, ett swedenborgianskt sällskap som i magnetismen främst såg en nyckel till andevärlden. Även det sällskapet upplöstes snart, som ett direkt resultat av Johan Henrik Kellgrens skriverier under Pro sensu communi-striden.
Spiritismen var dock inte förbehållen de harmoniska sällskapen och magnetisörerna, utan under Upplysningstiden och den efterföljande Romantiken var utbudet av medier och mirakelmakare stort.

### Den moderna anglosaxiska spiritismen 1848-
Det som markerar den moderna spiritismens födelse sägs vara när systrarna Margaret och Kate Fox knöt ett snöre till ett äpple och började framkalla dunsar som omgivningen inte kunde koppla till flickorna. Detta inträffade 1848 i Hydesville, nära Rochester, USA. Fenomenet spred sig över Amerika och till Europa som en löpeld och nya medier som framkallade knackningar och manifestationer dök upp överallt. Flickorna Fox förfinade sin metod och lärde sig framkalla knäppningar med tå- och fotlederna. 1888 avslöjade Margaret Fox dessa metoder och demonstrerade i detalj hur systrarna hade framkallat andarna vid en offentlig förevisning i New York. Vid den tiden var den moderna spiritismen redan etablerad.
Någon egentlig enhetlig teoretisk bas har spiritismen aldrig haft men Andrew Jackson Davis sägs ha förebådat flickorna Fox genom att något år tidigare ha skrivit att tiden nu var mogen för en kontakt mellan denna värld och nästa. En annan tidig spiritistisk teoretiker var Emma Hardinge Britten (1823–1899), författare av Modern American Spiritualism (1870). Normerande för spiritismen i den anglosaxiska världen blev annars W. Stainton Moses vars Teachings räknas som spiritismens bibel.
Ytterligare en betydelsefull bidragsgivare till den teoretiska spiritismen var Teosofiska Samfundets grundare Madame Blavatsky. Hon hade prövat lyckan som medium men misslyckats och startade i stället sin egen kvasireligion baserad på esoteriska skrifter som var populära vid den tiden. Ur ett hundratal böcker och verk kopierade hon valda textstycken och gav ut under eget namn i volymerna Isis Unveiled och The Secret Doctrine. 1875 hade hon startat The Theosophical Society men det var först efter flytten till Indien 1879 som rörelsen fick ordentlig fart. Detta berodde i hög grad på de mirakel som rapporterades från dess högkvarter. Gudomliga budskap från Blavatskys egen andlige guru, mahatman Koot Hoomi, dök upp i trädklykor och stängda skåp. Det nybildade Society for Psychical Research skickade en utredare och när hans undersökning publicerades avslöjades det mesta Blavatsky och hennes medarbetare sysslat med som rena bluffar. Bland annat upptäcktes det att ett heligt skåp i vilket materialisationer ägde rum hade en lönnlucka i ryggen som vette mot ett hål in väggen in till Blavatskys sovrum. Trots avslöjandet minskade inte teosofins popularitet och Blavatsky kom också att ha stor påverkan på spiritismen.
Den moderna spiritismens historia innehåller omfattande fusk och bedrägeri.  Inom 20 år efter att systrarna Fox började uppträda fanns enbart i USA närmare 30 000 verksamma medier.  Till hjälp för dem som inte drog sig för att medvetet lura sina kunder fanns bland annat den Blå boken som innehöll detaljerad information om kända spiritister i de större städerna. Med den kunde de avslöja intima uppgifter "de absolut inte kunde veta" för sina kunder i varje stad de gästade.  I slutet av 1800-talet fanns också en etablerad industri som via postorderförsäljning tillhandahöll material till alla de fysiska fenomen som var populära under seanserna; svävande trumpeter, spökhänder, griffeltavlor som oförklarligt fylldes med text, etc. Publiken under seanserna, som nästan alltid skedde i mörker, var hårt kontrollerade – man fick inte flytta sig från sin plats eller röra fenomenen. Sedan möjligheter till mörkerseende och mörkerfotografering blev vanliga har de fysiska manifestationerna upphört förutom för slutna, spiritistiskt hängivna sällskap. I stället har medierna övergått till psykiskt mediumskap.

### Den latinska spiritualismen 1858-
Ett omfattande försök till teoribygge i Europa gjordes av Allan Kardec, pseudonym för den franske vetenskapsmannen Hippolyte Denisard Rivail, som genom sitt intresse för mesmerismen kommit in i spiritistiska cirklar. 1858 publicerades hans Livre des Èsprits, en beskrivning av andevärlden så som han förstått den efter regelrätta seanser med flera medier. Bland de andar Kardec fick kontakt med och som inspirerade honom kan nämnas Aposteln Johannes, Augustinus, Sokrates, Platon, François Fénelon, Benjamin Franklin, Swedenborg och "Sanningens ande". Kardecs lära fick inflytande i Europa men skiljde sig från övrig spiritism i det att den inkorporerade reinkarnationsläran.
Kardeciansk spiritism kom att få stort inflytande på latinamerikanska studenter, som studerade i Spanien, Portugal eller Frankrike, och som förde med sig Kardecs tankar till sina hemländer. I Latinamerika existerar såväl renodlade former av kardeciansk spiritism som synkretiska former som införlivar romersk-katolska drag och inslag från afrikanska folkreligioner (exempelvis Palo eller 21 divisiones).

## Spiritismen i Sverige/Utvecklingen till spiritualism
Spiritualistiska föreningar finns idag på många orter i Sverige. De arbetar för att sprida budskapet om att livet fortsätter efter döden, bland annat genom att arrangera storseanser. Den äldsta av de nu aktiva föreningarna är Sällskapet Sanningssökarna i Stockholm som grundades 1904. En känd spiritualist under 1900-talet var prästen i Svenska kyrkan, komminister Martin Liljeblad i Helsingborg. Från 1960-talet och framöver var Astrid Gilmark, författare och journalist, en förgrundsfigur. Under efterkrigstiden genomgick rörelsen en omfattande förvandling och skiljde mellan begreppen spiritism och spiritualism. Spiritism förknippas med intressen för övernaturliga fenomen för fenomenens egen skull, medan spiritualism har en andlig inriktning. I Sverige kom spiritualistiska möten från 1950-talet och framåt att likna gudstjänster, med altare, kristna böner och kristen psalmsång. Spiritualisterna har sedan länge haft egna kyrkor och församlingar i Danmark och Storbritannien och 2005 grundades Sveriges spiritualistiska kyrka i Göteborg. Medan Sällskapet Sanningssökarna och Sveriges spiritualistiska kyrka inte använder beteckningen "spiritism", och uttryckligen tar avstånd från ordet, används ordet "spiritism" dock ofta bland spiritister med spansk- eller portugisisktalande rötter, vars antal har vuxit i Sverige under de senaste decennierna.

## Kritik
Spiritismen kritiserades under början av 1900-talet för att den ansågs kunna leda till sinnessjukdom eller självmord. Magikern Harry Houdini var en av de fysiska fenomenens största kritiker och ägnade en stor del av sin karriär åt att avslöja medier genom att demonstrera hur de gjorde eller helt enkelt avslöja dem på bar gärning under seanser. Skeptiker som James Randi har kritiserat den nutida spiritismen och frågat varför andar skulle förlora förmågan att tala om detaljer, och varför de skulle behöva medier snarare än att uppenbara sig direkt för sina nära och kära. Han och andra kritiker menar[källa behövs] att de psykiska medierna använder sig av en teknik som kallas cold reading för att simulera andekontakter.